# مارتین هوفمان
مارتین هوفمان (به آلمانی: Martin Hoffmann) بازیکن فوتبال و مهاجم اهل آلمان شرقی بود که از سال ۱۹۷۳ میلادی عضو تیم ملی فوتبال آلمان شرقی بوده‌است. وی در ۶۶ بازی ملی حضور داشته و در بازی‌های ملی‌اش ۱۶ گل به ثمر رساند. مارتین هوفمان آخرین بازی ملی خود را در سال ۱۹۸۱ میلادی انجام داد.